# Dolmens du Bois de Blusseret
Les dolmens du Bois de Blusseret sont un ensemble de trois dolmens situés sur le territoire de la commune d'Aillevans, dans le département de la Haute-Saône.

## Généralités
Les trois édifices ont été fouillé en 1954 par Viellescazes mais aucun relevé n'a été dressé et le mobilier découvert est inconnu. En 1960, J.-P. Milotte, A. Thévenin et R. Antoine refouillent les trois dolmens mais aucune étude d'ensemble n'ait publiée. Une nouvelle fouille du dolmen no 1 est réalisée en 1973.
Les trois dolmens ont été édifiés sur une colline, sur la rive droite de l'Ognon, à environ 300 m d'altitude. Le dolmen no 1 et no 3 sont distants de 600 m, les dolmens no 2 et no 3 de 280 m. Leur très grande homogénéité architecturale et des pratiques d'inhumation communes laissent supposer qu'ils ont été construits par une même population sédentarisée sur le site du Néolithique final à l'âge du bronze.
Le dolmen no 1 fait l’objet d’un classement au titre des monuments historiques depuis le 2 mars 1979 et l'édifice est désormais protégé par un chalet, au milieu de la forêt.

## Dolmenno1
L'édifice a connu cinq phases successives de construction, réaménagement ou réemploi.

### Architecture
À l'origine, le dolmen à antennes est inclus dans un tumulus circulaire de 3 m de rayon. Il est orienté est-ouest et ouvre à l'est. Il est composé d'un vestibule de 2 m de large sur 1 m de longueur délimité au nord et au sud par deux orthostates en calcaire qui ont été implantées dans des fosses de 0,80 m de profondeur comblés avec de l'argile. La chambre funéraire est de forme rectangulaire (1,90 m de long sur 1,70 m de large), elle est délimitée par quatre dalles. Les orthostates est et ouest sont de grande taille (respectivement 1,70 m et 2,15 m de long) et épaisses (0,30 à 0,40 m d'épaisseur) implantées sur 1,80 m de profondeur dans des fosses de calage étroites. Les orthostates nord et sud sont de moindre taille (1,33 à 1,85 m de longueur pour 1,30 m de hauteur et une épaisseur de 0,13 à 0,15 m) et ont été calées dans de petites fosses de 0,20 m de profondeur avec des dallettes en calcaire. Certaines dalles comportent des traces de bouchardage. Le sol de la chambre a été creusé sur environ 0,35 m de profondeur.

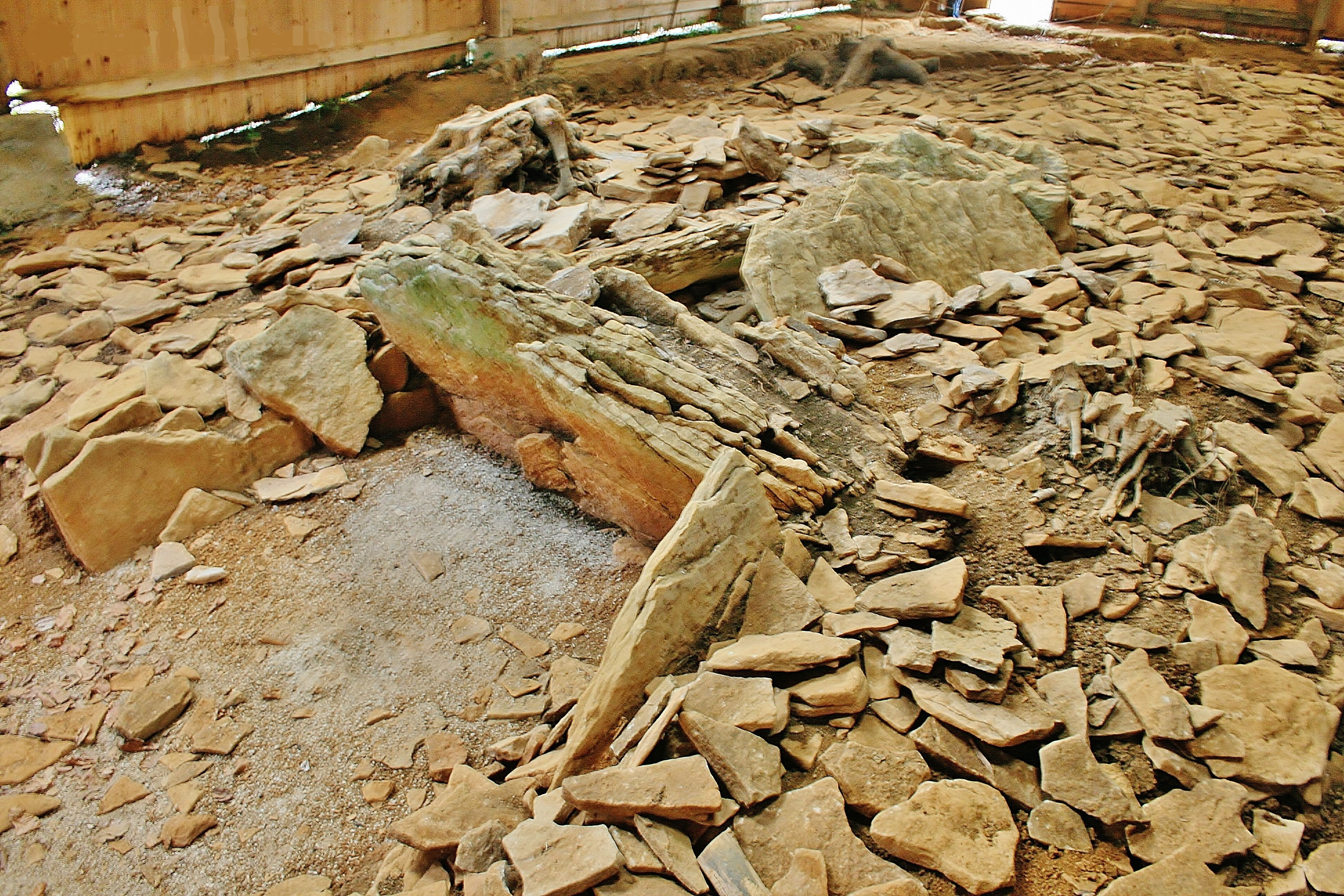
Antennes (premier plan) et coffre (second plan).

Dans une seconde phase, le tumulus d'origine est englobé dans un vaste empierrage trapézoïdal long de 18 m et large de 4 m (petite base) à 9 m (grande base) dont les longs côtés sont constitués de plaquettes en calcaire dressées verticalement dans un fossé rectiligne (0,40 m de profondeur sur 0,60 m de largeur). Des trous de poteau sont percés dans le tumulus, dont six autour du dolmen, et un dallage est mis en place autour de la tombe. L'ensemble, hormis les antennes et l'entrée du dolmen, fut probablement surmonté d'un bâti en bois avec un toit à double pente correspondant peut-être à une réutilisation du site comme sanctuaire.
Au Bronze ancien, le site semble abandonné et l'édifice est endommagé par les éléments naturels (gel et eaux de ruissellement. Au Bronze final, l'intérieur du dolmen est réaménagé : une fosse d'extraction d'argile et des cuvettes sont creusées dans le tumulus, les cuvettes étant utilisées pour recueillir des restes d'incinérations. Au-delà de l'âge du Bronze, la végétation s'installe sur le tumulus et peu à peu celui-ci se transforme en un tas d’épierrement utilisé jusqu'au XXe siècle.

### Mobilier funéraire
Les restes osseux humains retrouvés appartiennent à un minimum de vingt-trois individus inhumés durant les trois premières phases d'utilisation du dolmen. Les restes osseux d’animaux correspondent à une faune d'intrusion (rongeurs) mais la présence de plusieurs espèces de mammifères (sanglier, ovicapridés, bœuf) suggère l'existence de dépôts alimentaires d'autant que ceux-ci ont été découverts à proximité des ossements humains.
Les fouilles antérieures à celle de 1973 ont bouleversé les couches archéologiques et l'essentiel du mobilier retrouvé l'a été dans le tamisage des déblais antérieurs. L'outillage lithique comprend deux percuteurs et des éclats en quartzite, cinq blocs de grès qui ont pu servir de bouchardes, des silex (lamelles et fragments de lamelles, divers éclats, armatures de flèches, poignard). La céramique retrouvée date principalement du Bronze final.

## Dolmenno2

### Architecture
Son architecture est exactement la même que celle du dolmen no 1. La chambre est un carré d’environ 2 m de côté délimité par quatre orthostates. Les grandes dalles est et ouest, respectivement 2,30 m et 2,50 m de longueur pour une épaisseur de 0,25 à 0,30 m, ont été implantées dans un fossé de 1,80 m de profondeur. Les dalles nord et sud, de moindres proportions (de respectivement 1,65 m et 1,80 m de longueur pour 0,20 m et 0,25 m d'épaisseur) ne sont enfoncées que sur 0,25 m de profondeur. Les angles côté est de la chambre sont fermés par des murettes en pierre sèche. Le tumulus est constitué d'une masse d'argile recouverte par un dallage de quatre à six couches dessinant un trapèze d'environ 15 à 17 m de longueur avec une grande base à l'est de 2 m accueillant en son milieu l'ouverture du dolmen. Le sol de la chambre fut creusé sur environ 0,60 m de profondeur.

### Mobilier funéraire
L’homogénéité de la couche archéologique retrouvée indique que la chambre fut utilisée sans interruption. Les os des inhumations précédentes étaient repoussés le long des parois pour faire de la place aux nouvelles inhumations. Selon le compte rendu de fouille, entre 3500 et 4000 dents humaines auraient été retrouvées lors des fouilles. Le décompte des fragments osseux aboutit à une estimation de cinquante inhumations environ (33 adultes, 8 enfants). La présence de 200 à 300 dents de sanglier ou cochon peut correspondre à des restes d'offrandes alimentaires destinées aux défunts.
Le mobilier funéraire est peu abondant : cinq outils en silex, trois objets métalliques et des tessons de céramique correspondant à trois vases différentes. Les outils lithiques comprennent quatre pointes de flèche (perçante à pédoncule, tranchante) et un poignard avec encoche qui devait être emmanché. Les deux vases à profil en S ont été réalisés dans une poterie de médiocre qualité mal cuite, de couleur grise à l'intérieur et rouge à l'extérieur. Le gobelet à fond rond, de qualité médiocre, à intérieur de couleur noire et extérieur en engobe beige, comporte un dégraissant en calcite pilée. Les objets métalliques, en cuivre ou en bronze, comprennent une grosse perle fondue, un grain martelé à enfiler et une petite alène bipointe.
L'homogénéité du mobilier corrobore une utilisation continue du dolmen sans interruption. Il est vraisemblable que le dolmen no 2 ne fut utilisé qu'après le réemploi du dolmen no 1.

## Dolmenno3
Son architecture est du même type que celle des deux autres dolmens hormis la chambre qui n'a pas été creusée dans le sol. Le dallage périphérique au dolmen mesure au minimum 18 m de long. Le dolmen est en très mauvais état, les dalles support sont brisées.
Quelques ossements humains très fragmentés difficilement identifiables et des ossements d'animaux (suidé et ovicapridé) ont été retrouvés sur le dallage et le matériel funéraire est pauvre (un fragment de vase de couleur brun-noir à pâte rugueuse mal cuite et gros dégraissant calcaire, quatre autres fragments de vase).